# August Cesarec
August Cesarec (Zagreb, 1891, ib. 1941) fue un escritor yugoslavo de origen croata. Desarrolló también una importante actividad política, como miembro del Partido Comunista de Yugoslavia, lo que le llevó a participar con el bando republicano en la guerra civil española, y que ocasionó su ejecución durante la Segunda Guerra Mundial por las fuerzas fascistas de la Ustacha.

## Biografía
Cesarec nació el 4 de diciembre de 1893 en Zagreb, por entonces en el Imperio austrohúngaro. Ya como estudiante de secundaria se involucró en movimientos nacionalistas radicales, y se unió al grupo que intentó asesinar al Ban de Croacia-Eslavonia, Slavko Cuvaj. Por su papel en el fallido intento de asesinato fue condenado por las autoridades austrohúngaras a dos años de prisión, que cumplió en la penitenciaría de Sremska Mitrovica. Allí comenzó a estudiar la obra de Kropotkin y Stirner, lo que poco a poco le llevó a adoptar la filosofía marxista. De 1915 a 1918 sirvió en el Ejército austrohúngaro, y sus experiencias en la Primera Guerra Mundial le convirtieron en partidario entusiasta de la Revolución de Octubre y el comunismo.
Después de la guerra se convirtió en miembro del Partido Comunista de Yugoslavia, participando en 1922 en el IV Congreso de la Internacional Comunista celebrado en Moscú. Por su activismo político tuvo continuos problemas con la policía, lo que le hizo exiliarse en Praga, Viena, Moscú y España, adonde llegó en 1937 para participar en la guerra civil española, en defensa de la II República. Antes, había estado colaborando activamente con Tito en el reclutamiento y envío de voluntarios a España.

Es en España donde ha comenzado la Segunda Guerra europea, la mundial. No nos engañemos, es ahí donde ha comenzado. Pero es posible terminarla ahí antes de que se extienda y estalle de verdad en todos los demás países.
August Cesarec

Fruto de su experiencia en España, escribió el libro Španjolski susreti ("Encuentro en España", 1938).
En marzo de 1941, pocos días antes de la invasión de Yugoslavia por las potencias del Eje, fue detenido en Croacia por las autoridades monárquicas e internado en la prisión de Kerestinec, con unos 90 miembros destacados de la intelectualidad croata de izquierda. Pocas semanas después, la cárcel fue tomada por el nuevo régimen criminal de la Ustacha, que regía el estado pronazi del Estado Independiente de Croacia. El 9 de julio, los ustachas fusilaron a 10 de esos presos, entre los que se encontraban Božidar Adžija, Otokar Keršovani y Ognjen Prica, como represalia por las actividades de los partisanos de Tito. Temiendo que el resto de los reclusos fueran también asesinados, el Partido Comunista de Croacia organizó una fuga en la noche del 13 de julio; los guardias de la prisión fueron eliminados y los presos lograron escapar. Sin embargo, la operación resultó estar mal organizada, y la mayoría de los fugados, entre ellos Cesarec, fueron rápidamente capturados. Fueron fusilados en el bosque de Dotrščina, en Zagreb, unos días más tarde, el 17 de julio de 1941.

## Obra
Cesarec, que ya había desarrollado su talento literario en la adolescencia, era ya conocido como una de las principales figuras literarias croatas de su tiempo. Escribió poemas, obras de teatro, cuentos y novelas; y desde 1919 codirigió la revista literaria Plamen (La Llama) con Miroslav Krleža. Su trabajo estaba fuertemente influenciado por sus ideas políticas; en sus obras de teatro y novelas reflejó su absoluto desprecio por el capitalismo y la burguesía, retratando a los personajes de esta clase social como monstruos abominables corruptos y perversos. El mejor ejemplo se puede encontrar en la novela Zlatni Mladić ("El joven de oro"), un estudio del carácter de un joven nacido en una familia privilegiada capitalista que termina cometiendo todo tipo de delitos. La novela fue tan popular que la frase «Zlatna mladež» («jóvenes de oro») entró en el vocabulario popular croata, y fue reintroducida en los años 1990 para describir a los hijos de los nuevos ricos del post-comunismo.
Las tres obras más reconocidas de Cesarec son Careva kraljevina ("El reino del emperador", 1925), Zlatni Mladić ("El chico de oro", 1928) y Bjegunci ("Fugitivos", 1933). También publicó artículos en diarios y revistas, y tradujo al serbocroata obras de Máximo Gorki, Victor Hugo y Émile Zola. 